# 特倫欽猶太會堂

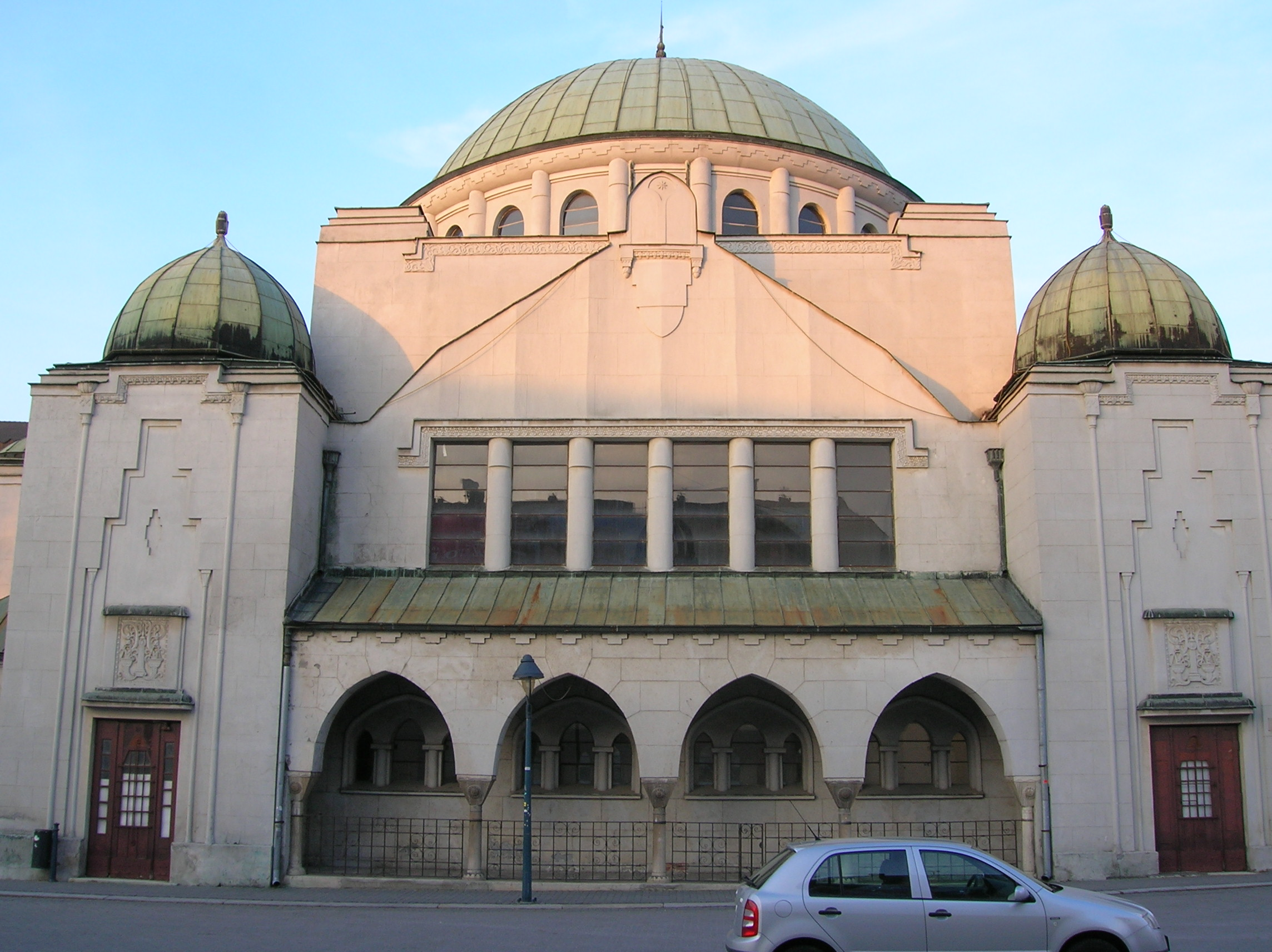
特倫欽猶太會堂

特倫欽猶太會堂（斯洛伐克語：Trenčín Synagogue）是斯洛伐克城市特倫欽的一座建築。特倫欽的猶太人人口曾有約2000人。現在的猶太會堂修建於1913年，原址曾有一座修建於1781年的木製猶太會堂。二戰之後，該猶太會堂成為國家所有設施。現在這裡是一座文化中心。